# Joachimus Lunsingh Tonckens (1822-1899)
Joachimus Lunsingh Tonckens (Westervelde, 25 januari 1822 - Hoogeveen, 26 september 1892) was een Nederlandse burgemeester.

## Leven en werk
Tonckens was een zoon van de burgemeester van Norg Johannes Tonckens en Geziena Kymmell. Hij was genoemd naar zijn grootvader van vaderszijde de patriot en grootgrondbezitter op het Huis te Westervelde, de Tonckensburg, Joachimus Lunsingh Tonckens. Hij studeerde rechten en promoveerde in 1845 aan de Universiteit van Groningen. Tonckens werd benoemd tot burgemeester van Nijeveen. Van 1849 tot 1892 was hij notaris te Hoogeveen. Naast zijn ambt van notaris vervulde hij tevens de functie van plaatsvervangend kantonrechter in Hoogeveen. In 1890 kreeg Tonckens op zijn verzoek eervol ontslag als plaatsvervangend kantonrechter, hij werd in deze functie opgevolgd door zijn zoon Frederik Lodewijk. Zijn zoon Johannes was griffier bij het kantongerecht aldaar en zijn zoon Johan Herman was in Hoogeveen kandidaat-notaris. Zijn jongste zoon Marius werd burgemeester van Zuidwolde.
Tonckens was van 1858 tot het jaar van zijn overlijden 1892 lid van Provinciale Staten van Drenthe. In Hoogeveen was hij penningmeester en voorzitter van de Protestantenbond en voorzitter van de Remonstrantse Gemeente. Na zijn overlijden werd hij in deze functie opgevolgd door zijn zoon Johannes.
Tonckens huwde op 10 juni 1856 te Groningen met de aldaar geboren Johanna Hillegonda van Sonsbeeck, dochter van de controleur mr. Frederik Lodewijk van Sonsbeeck en Johanna Hillegonda Siertsema.